# Rallicula forbesi
Rallicula forbesi (лат.) — вид птиц из семейства Sarothruridae. Выделяют два подвида.

## Название
Научное название птицы дано в честь Генри Огга Форбса (1851—1932), шотландского ботаника, этнолога и исследователя Новой Гвинеи.

## Распространение
Обитают на Новой Гвинее.

## Описание
Длина тела 20—25 см; вес самца 78—106 г, самки 65—96 г. Самец отличается от других родственных видов чёрными или тёмно-коричневыми без рисунка нижней частью спинки и верхней частью крыльев. У самки на верхней стороне тела есть охристые пятна с чёрным краем. Она отличается от самок R. rubra и R. leucospila обширной каштановой верхней «мантией», при этом похожа на самку R. mayri, но значительно ярче её, при этом R. mayri не встречаются в пределах ареала данного вида.

### Вокализация
Издают низкое лягушачье «куааак», медленно повторяющееся; также быстрое «ко..ко..ко», а также другие кудахтающие ноты.

## Биология
Питаются в основном насекомыми и отчасти семенами.
Социальное и сексуальное поведение неизвестно, в гнездовьях могут находиться несколько пар — 3—7 взрослых особей обоих полов. Считается[кем?], что в кладке 4—5 яиц.